# Mikkel Vendelbo
Mikkel Vendelbo (* 15. August 1987 in Esbjerg, Dänemark) ist ein dänischer ehemaliger Fußballspieler.

## Karriere
Er spielte von 2005 bis 2012 beim dänischen Superligisten Esbjerg fB. Von dort wechselte er nach Norwegen zum Erstligisten Hønefoss BK. Mit Hønefoss stieg er aus der Tippeligaen 2013 ab. Im Januar 2014 unterschrieb er einen bis zum 30. Juni 2016 laufenden Vertrag beim deutschen Drittligisten Holstein Kiel, der im Juni 2015 auf Vendelbos Wunsch hin vorzeitig aufgelöst wurde. Daraufhin wechselte er zurück nach Dänemark zu Silkeborg IF in die Superliga. Im Sommer 2019 wechselte er ligaintern zu Skive IK. Dort beendete er auch Mitte Januar 2022 seine Laufbahn.